# محمد الحملي
محمد الحملي (14 يناير 1986  -)، ممثل ومخرج ومؤلف كويتي.

## عن حياته
خريج «المعهد العالي للفنون المسرحية»، دخل المجال الفني في المسرح الشبابي وكان أول أعماله في التلفزيون مسلسل بيت العائلة، كما أن خاله لاعب كرة القدم السابق فتحي كميل وهو مدير مجموعة «باك ستيج قروب» مع عدد من الفنانين.

## السيرة الذاتية للفنان محمد راشد الحملي
1. مؤسس فرقة ستيج جروب 2005 [10]
2. مؤسس فرقة باك ستيج جروب 2011 [11]
3. عضو لجنة المشاهدة في مهرجان الشباب 2011 [12]
4. عضو لجنة التحكيم في (كويت لتل تالنتس) 2011-2012 [13]
5. عضو في لجنة التحكيم لمجموعة سنايا 2012 [14]
6. عضو لجنة التحكيم بمهرجان الشباب بدروته التاسعة 2012 [15]

### حياته الأسرية
في عام 2009 تزوج من فتاة من خارج الوسط الفني، وفي عام 2012 انجبت زوجته ابنه «راشد»، وفي 2013 انجبت زوجته ابنه «تركي»، وفي عام 2015 أنجبت زوجته ابنتهم «أمل».

## أعماله الفنية

### في التلفزيون
| سنة الإنتاج | اسم المسلسل                   | بمشاركة |
| ----------- | ----------------------------- | --- |
| 2004        | بيت العائلة                   | إبراهيم الصلال، جاسم النبهان، هدى حسين، أسمهان توفيق، أحمد مساعد، جمال الردهان، منى شداد                                                                            |
| 2006        | وسع صدرك - برنامج             | طارق العلي، هيا الشعيبي |
| 2007        | هذا ولدنا                     | طارق العلي، جمال الردهان، محمد الصيرفي، رزيقة الطارش، هيا الشعيبي، مي البلوشي، هند البلوشي                                                                          |
| 2007        | الأخ صالحة                    | حياة الفهد، إبراهيم الصلال، جمال الردهان، منى شداد، محمد الصيرفي |
| 2008        | عائلتي                        | أحمد السلمان، إلهام الفضالة، شجون الهاجري، عبد الله بوشهري، بدر الشعيبي                                                                                             |
| 2008        | مسك وعنبر                     | سعد الفرج، غانم الصالح، عبد العزيز المسلم، انتصار الشراح |
| 2008        | عيال بو سالم                  | غانم الصالح، محمد جابر، عبد الرحمن العقل، سعاد علي، منى شداد، ملاك                                                                                                  |
| 2008        | عيني عينك - برنامج            | منى شداد، شهاب حاجيه، يعقوب عبد الله |
| 2009        | موزة ولوزة                    | هيا الشعيبي، إلهام الفضالة، أحمد السلمان، ليلى السلمان |
| 2009        | دمعة يتيم                     | حياة الفهد، علي جمعة، صلاح الملا، سعاد علي |
| 2009        | المقرود                       | داوود حسين، طيف، محمد المنيع، محمد الرمضان |
| 2009        | عيني عينك 2 - برنامج          | منى شداد، شهاب حاجيه، يعقوب عبد الله |
| 2010        | زمن مريان                     | طارق العلي، جمال الردهان، محمد العجيمي، منى شداد، هند البلوشي |
| 2011        | الفلته                        | طارق العلي، منى شداد، سلطان الفرج، نورة العميري |
| 2011        | كل يوم سالفة                  | عبد الرحمن العقل، مشاري البلام، هبة الدري، هيا الشعيبي، منى شداد |
| 2011        | أخبار البطاطا - برنامج كوميدي | |
| 2012        | جدر الوالدة                   | أحمد الفرج، ياسة، نورة العميري |
| 2012        | مجموعة إنسان                  | سعد الفرج، انتصار الشراح، فخرية خميس، أحمد السلمان حسن البلام، شجون الهاجري، فاطمة الصفي                                                                            |
| 2014        | العافور                       | عبد الحسين عبد الرضا، ميس كمر، جمال الردهان، أحمد السلمان، إلهام الفضالة، أحمد العونان                                                                              |
| 2015        | في عينيها أغنية               | هيا عبد السلام، جاسم النبهان، أسمهان توفيق، شيماء علي، فؤاد علي، محمد صفر                                                                                           |
| 2020        | رحى الأيام                    | جاسم النبهان، ماجد مطرب فواز أحمد العونان، عبدالله الخضر، مشاري البلام، محمد الصيرفي، نور الكويتية، مريم الغامدي، عبدالعزيز السكيرين، طارق النفيسي، عبدالعزيز مندني |
| 2021        | بو طار                        | داود حسين، ابراهيم الحربي محمد العجيمي، عبد الله الخضر، عبير الجندي                                                                                                 |
| 2021        | الروح والرية                  | عبدالله التركماني، إيمان الحسيني يعقوب عبدالله، فيصل فريد، فهد البناي                                                                                               |

## أبرز البرامج التلفزيونية (ممثل)
1. وسع صدرك (فروغي للإنتاج الفني). [16]
2. جدر الوالدة (مؤلف ومخرج) (النادر للإنتاج الفني). [17]

## أبرز البرامج التلفزيونية (مذيع)
1. دي جي (تلفزيون دولة الكويت). [18]
2. مخيم فنون (قناة فنون). [19]

## أبرز البرامج الراديو (مذيع)
1. قرقيعان (كويت إف إم). [20]
2. الغمندة (كويت إف إم). [21]
3. هاشتاق (كويت اف ام) [22]

## في المسرح
| سنه الإنتاج    | المسرحية                          | بمشاركة                                                      |
| -------------- | --------------------------------- | ------------------------------------------------------------ |
| 2005           | عايلة قرقيعان                     | طارق العلي، عبد الرحمن العقل، شهاب حاجيه، ماغي مطران         |
|                | مسرح بلا جمهور - سلسلة من 5 أجزاء |                                                              |
| 2006           | حفرتين في حفرة                    |                                                              |
| 2006           | البيت بيتك                        | طارق العلي، هيا الشعيبي، هند البلوشي، شهاب حاجيه             |
| 2007           | حاميها حراميها                    | طارق العلي، هيا الشعيبي، خالد البريكي                        |
| 2009           | الهامور المفترس                   |                                                              |
| 2009           | أمنا الغولة                       |                                                              |
| 2009           | شارع الحب                         | داوود حسين، أحمد السلمان، مي البلوشي، حسين المهدي            |
| 2010           | المدينة الثلجية                   | أحلام حسن، أحمد إيراج، هبة الدري، زينة كرم                   |
| 2011           | عودة شيزبونة                      | أحلام حسن، أحمد إيراج، هبة الدري، حسين المهدي، بثينة الرئيسي |
| 2012           | أحلام وطن                         | إلهام الفضالة، يعقوب عبد الله، شيماء علي، شهد                |
| 2012           | لولاكي 3                          | عبد الرحمن العقل، أحمد الفرج، هبة الدري، نورة العميري        |
| 2012           | أحلام سعيدة                       | بثينة الرئيسي، نورة العميري، فهد باسم، فهد البناي            |
| 2013           | سوبر ار                           | بثينة الرئيسي، نورة العميري، مبارك المانع                    |
| 2013           | بتشاهي                            | داود حسين، منى شداد، خالد البريكي                            |
| 2013           | مسرحية بر بحر                     | باك ستيج قروب                                                |
| 2014           | أمينة                             | سماح                                                         |
| 2014           | البومة                            | عبد الرحمن العقل                                             |
| 2015           | الأحدب                            | نورة العميري العنود                                          |
| 2015           | أبطال السلاحف                     | سماح عبد الرحمن العقل                                        |
| 2015           | الغولة                            | هبة الدري أحمد إيراج                                         |
| 2016           | المدينة الثلجية2                  | هبة الدري أحلام حسن                                          |
| 2016           | جزيرة الديناصور                   | ولد الديرة خالد بن حسين رهف جيتارا                           |
| 2016           | سكة سفر                           | داوود حسين إنتصار الشراح                                     |
| 2018           | علاء الدين الكوميدي               | شوق، عبد الله الخضر، عصام الكاظمي                            |
| 2018-2019-2021 | موجب                              | هيفاء عادل، عبد الله الخضر، سماح، احلام حسن، عبدالله الرميان |

```
(كما أنه شارك في العديد من الورش المسرحيه والأعمال المسرحية الأكاديمية)
```

## في السينما
| سنة الإنتاج | الفيلم  | بمشاركة                                                      |
| ----------- | ------- | ------------------------------------------------------------ |
| 2019        | النهاية | عبدالله الخضر، ابراهيم الشيخلي، غدير زايد، عبدالعزيز السعدون |

## الاحتفالات
1. احتفال مباراة برشلونة ونادي كاظمة (مخرج)
2. ختام مهرجان الخرافي للإبداع المسرحي الدورة السابعة (منتج منفذ) [28]
3. ختام مهرجان الخرافي للإبداع المسرحي الدورة الثامنة (منتج منفذ)[29]
4. حفل ختام ملتقى كويتي وأفتخر (مسؤول المسرح سنتين على التوالي)[30]
5. افتتاح دورة الروضان والمؤتمر الصحفي 2011
6. افتتاح جراند أفنيو 2012 (مخرج) [31]
7. إففتاح مهرجان الطفل بدورته الأولى 2013 (منتج منفذ)[32]
8. افتتاح متحف بيت العثمان 2013 (منتج منفذ)[33]
9. حفل جائزة الدولة التشجيعيه والتقديريه (2014) (مخرج الحفل)
10. افتتاح المدينة الضوئيه (حملة بادر – فبراير2015) [34]
11. افتتاح وختام المهرجان العربي لمسرح الطفل بدورته الثالثه (2015)[35]
12. افتتاح مسرح عبد الحسين عبد الرضا (مخرج) [36]

## الأوبريتات
1. أوبريت حديث الأجيال (ممثل) [37]
2. أوبريت صدى كاظمة (مخرج منفذ- ممثل)[38]
3. أوبريت السوق (شعب واحد) (مخرج - منتج منفذ)[39]
4. مراسي هواج (مخرج- منتج منفذ) [40]
5. ونعود (مخرج- ممثل - منتج منفذ)[41]
6. فيج الخير (البرترو كيماويات) (التأليف والإخراج المسرحي)[42]
7. أوبيرا ديره (ممثل – مخرج الإستعراضات)[43]

## الفيديو كليب
1. ياإبن آدم (سيد محمد الكاظمي) (منتج منفذ)
2. مقدمة برنامج شوجي 3 (إدارة الإستعراضات) [44]
3. كافيه شبابي (مخرج المقدمة) [45]
4. مقدمة برنامج الصوغة[46] شركة باك ستيج جروب
5. مقدمة برنامج أمولة [47]شركة باك ستيج جروب
6. أغنية البيرق مع فرقة (ميامي) [48]شركة باك ستيج جروب
7. (حلمي) من مسرحية سويت دريمز [49]
8. أغنية[انا زومبي]2020
9. فيديو كليب (قدر الله) لمشاري العوضي (المخرج - منتج المنفذ) [50] شركة باك ستيج جروب

## الإعلانات
1. فلاش موب شركة زين (المخرج المسرحي ومسؤول المجاميع) [51]
2. إعلان (سابلية) (المخرج الحركي)[52]
3. دير آند دير (منتج منفذ) [53]
4. إعلان بنتا للأثاث [54]
5. اعلان بيتزا لمار

## أعمال أخرى
- مسرحية حاميها حراميها - تمثيل وإخراج.
- مسرحية أولى أول - تاليف.
- مسرحية مدينة الظلام - تاليف.
- مسرحية شارع الحب - تمثيل وإخراج.
- تقديم برنامج «خيمة فنون» في موسمه الثاني.
- مسرحية المدينة الثلجية - تمثيل وإخراج.
- مسرحية عودة شيزبونة - تمثيل وتاليف وإخراج.
- مسرحية لولاكي 3 - تمثيل وإخراج.
- مسلسل جدر الوالدة - تمثيل وتاليف وإخراج.